# International Johannes Brahms Competition
L'International Johannes Brahms Competition ("Concorso di Brahms") è un concorso internazionale per artisti di pianoforte, violino, viola, violoncello, musica da camera e cantanti.
La competizione si svolge ogni anno dal 1993. L'evento si tiene a Pörtschach am Wörthersee, in Austria, dove Johannes Brahms soggiornava occasionalmente durante l'estate.
In ogni categoria i concorrenti sono obbligati a eseguire opere composte da Brahms, sia nella prova preliminare che in quella finale.

## Vincitori
| Anno | Competizione     | 1º premio                                                               | 2º premio                                                                          | 3º premio                                                                            | Rif.  |
| ---- | ---------------- | ----------------------------------------------------------------------- | ---------------------------------------------------------------------------------- | ------------------------------------------------------------------------------------ | ----- |
| 1998 | Pianoforte       | Gianello Federico                                                       |                                                                                    |                                                                                      |       |
| 2001 | Violino          | Ganna Stepanenko (Ucraina)                                              | Ge Song (Cina)                                                                     | Georgi Jaschwili (Georgia)                                                           | [ 4 ] |
| 2001 | Viola            | Yoko Kanamaru (Giappone) Alexander Zemtsov (Russia)                     |                                                                                    | Mihoko Kusama (Giappone)                                                             | [ 4 ] |
| 2001 | Violoncello      | Gabriel Faur (Romania)                                                  | Christian Hick (Germania)                                                          | Katarzyna Gorska (Polonia)                                                           | [ 4 ] |
| 2001 | Pianoforte       | Mariko Onishi (Giappone)                                                | Jeanne You (Corea del Sud)                                                         | Olga Sevidova (Russia)                                                               | [ 4 ] |
| 2001 | Canto            | Daniel Sans (Germania)                                                  | René Perler (Svizzera)                                                             | Nozomi Mineshima (Giappone)                                                          | [ 4 ] |
| 2001 | Musica da camera | Schwarzrock/Kipp/Troe (Germania)                                        | "Dali Pianoforte Quartet" A.Mozgiel, R.Kwiatkowski, L.Lisowski, W.Jasman (Polonia) | Yoshizawa/Hedenborg (Giappone/Austria)                                               | [ 4 ] |
| 2010 | Pianoforte       | Nao Yuki (Giappone)                                                     | Osman Ozgur Unaldi (Turchia)                                                       | Natalia Rehling (Polonia)                                                            | [ 5 ] |
| 2010 | Musica da camera | Pescatori Trio                                                          | GuRu Duo                                                                           | Pianoforte Quartett "Anno Domini"                                                    | [ 5 ] |
| 2010 | Violino          | Thomas Reif (Germania)                                                  | Lukas Stepp (Germania)                                                             | Martin Funda (Germania)                                                              | [ 5 ] |
| 2010 | Viola            | Hwa Yoon Lee (Corea del sud) Lydia Rinecker (Germania)                  |                                                                                    | Wenting Kang (Cina)                                                                  | [ 5 ] |
| 2010 | Violoncello      | Yuki Ito (Giappone)                                                     | Elizaveta Sushchenko (Russia)                                                      | Alexey Zhilin (Russia)                                                               | [ 5 ] |
| 2010 | Canto            | Erwin Belakowitsch (Austria)                                            | Astrid Kessler (Austria)                                                           | Martin Hensel (Germania) Veronika Groiss (Bielorussia)                               | [ 5 ] |
| 2015 | Pianoforte       | Maya Ando (Giappone)                                                    | Uikyung Jung (Corea del sud)                                                       | Katharina Treutler (Germania)                                                        | [ 6 ] |
| 2015 | Musica da camera | Project N.&A.: Alisa Kupriyova (pianoforte); Nikita Budnetsky (violino) | Duo Baltinati: Lura Johnson (pianoforte); Ilya Finkelshteyn (violoncello)          | Duo Sonoro: Valeriia Shulga (pianoforte); Andrii Pavlov (violino)                    | [ 6 ] |
| 2015 | Violino          | Cosima Soulez Lariviere (Paesi Bassi, Francia)                          | Matouš Pěruška (Repubblica ceca)                                                   | Daichi Nakamura (Giappone)                                                           | [ 6 ] |
| 2015 | Viola            | Non assegnato                                                           | Mingyue Yu (Cina)                                                                  | Matthias Schnorbusch (Germania)                                                      | [ 6 ] |
| 2015 | Violoncello      | Christoph Croisé (Francia, Germania, Svizzera)                          | Yoosin Park (Corea del Sud)                                                        | Kacper Nowak (Polonia)                                                               | [ 6 ] |
| 2017 | Pianoforte       | Adela Liculescu (Romania)                                               | Mayu Kotari (Giappone)                                                             | Yow-Ting Hsieh (Taiwan)                                                              | [ 7 ] |
| 2017 | Violino          | Daichi Nakamura (Giappone)                                              | Belle Ting (Canada)                                                                | Eunche Kim (Corea del Sud)                                                           | [ 7 ] |
| 2017 | Violoncello      | Ariel Barnes (Canada)                                                   | Erica Piccotti (Italia)                                                            | Jordan Costard (Francia)                                                             | [ 7 ] |
| 2017 | Viola            | Eunbin Lee (Corea del Sud)                                              | Ziyu Shen (Cina)                                                                   | Sào Soulez Larivière (Francia)                                                       | [ 7 ] |
| 2017 | Canto            | Alexander Grassauer (Austria)                                           | Diogo Mendes (Portogallo)                                                          | Daniel Ochoa (Germania)                                                              | [ 7 ] |
| 2018 | Pianoforte       | Mamikon Nakhapetov                                                      | Hiroyuki Kawashiri                                                                 | Maximilian Kromer                                                                    | [ 8 ] |
| 2018 | Violino          | Eva Zavaro                                                              | Maine Nishiyama                                                                    | Julia Turnovsky                                                                      | [ 8 ] |
| 2018 | Violoncello      | Luca Giovannini Alexey Zhilin                                           |                                                                                    | Sul Yoon                                                                             | [ 8 ] |
| 2018 | Musica da camera | Duo Maestro, Andrey Baranenko, Alexey Zhilin                            | Arcon Trio, Julius Asal, David Marquard, Janis Marquard                            | Atalante Quartett, Elisabeth Eber, Thomas Koslowsky, Julia Maria Kürner, Lisa Kürner | [ 8 ] |